# Cratere Lonsdale
Lonsdale  è un cratere sulla superficie di Venere. Deve il proprio nome a Kathleen Lonsdale, fisica britannica del XX secolo specializzata in cristallografia.